# Лоцман (разведывательный корабль)
"Лоцман" - малый разведывательный корабль проекта 393А, переоборудованное для специальных задач китобойное судно Черноморского флота ВМФ СССР. Входило в состав 112-й бригады разведывательных кораблей.

## Служба
Малый разведывательный корабль "Лоцман" был заложен 5.07.1964 года в Николаеве на ССЗ им. 61 коммунара (заводской №1592). 9.05.1965 года вступил в строй Черноморского флота.
На «Бакане» и «Лоцмане» был установлен неакустический комплекс обнаружения «Колос».
Входил в состав 112-й бригады разведывательных кораблей ЧФ. До 1977 года классифицировался как гидрографическое судно. Неоднократно участвовал в несении боевых служб в Средиземном море в переменном составе 5-й Средиземноморской эскадры кораблей ВМФ.
Под прикрытием учений «Крым-76» противолодочные силы 5-й эскадры проводили операцию «Прибой» по поиску, слежению и условному уничтожению атомных подводных лодок. В составе сил поиска в районе испанской ВМБ Рота — корабль разведки «Лоцман» и многоцелевая атомная подводная лодка.
Бортовой номер 404(1990).
Малый разведывательный корабль "Лоцман" был выведен из состава флота 19 апреля 1990 года.

## Командиры
- капитан 3-го ранга  Дербасов В[1].